# 쓰루가시마역
쓰루가시마역(일본어: 鶴ヶ島駅, つるがしまえき)은 일본 사이타마현 쓰루가시마시에 있는 도부 철도 도조 본선 역이다. 역 번호는 TJ 24이다. 이케부쿠로 ~ 요리이 구간의 거의 중간에 위치한다.
쓰루가시마 시와 가와고에시의 경계에 위치하고 역의 북서쪽은 쓰루가시마 시, 남동쪽이 가와고에 시이다. 시명을 역명으로 있어서 시의 대표역이지만, 시 중심부인 스네오리 지구와 시청이 있는 미쓰키, 후지카네 지구에서 벗어나 있으며, 시청에는 인근의 와카바 역 또는 2역전의 사카도역과 가깝다.

## 역사
- 1932년 4월 10일: 영업 개시.

## 역 구조
상대식 승강장 2면 2선의 지상역에서 교상 역사를 갖는다. 개찰구 층으로 승강장, 동쪽 출입구, 서쪽 출입구 사이를 연결하는 에스컬레이터가 설치되어 있다. 2009년 10월 시점에서는 엘리베이터와 다기능 화장실 설치 공사 및 화장실 개수를 시공하였고, 2010년 3월 12일에 화장실과 다기능 화장실을, 3월 26일에 엘리베이터를 각각 사용을 개시하였다.

### 승강장
| 번호 | 노선    | 방향 | 행선 |
| ---- | ------- | ---- | --- |
| 1    | 도조 선 | 하행 | 사카도・신린코엔・오가와마치 방면 |
| 2    | 도조 선 | 상행 | 가와고에・와코시・이케부쿠로 방면 유라쿠초 선 신키바・ 도쿄 지하철 후쿠토신 선 시부야・ 도큐 도요코 선 요코하마・ 미나토미라이 선 모토마치·주카가이 방면 |

## 역 주변
쓰루가시마 시 관공서로 가려면 서쪽으로부터 시민 버스, 승합 택시에 승차해야 한다. 도보로 갈 경우에는 인근에 와카바 역이 근처이다.

### 니시구치
- 쓰루가시마 쓰루가오카 우체국
- 쓰루가시마 시 미나미 공민관
- 코모디 이이다
- 코나미 스포츠 클럽

### 히가시구치
- 쓰루가시마 역전 우체국
- 도요 대학 가와고에 캠퍼스

## 사진

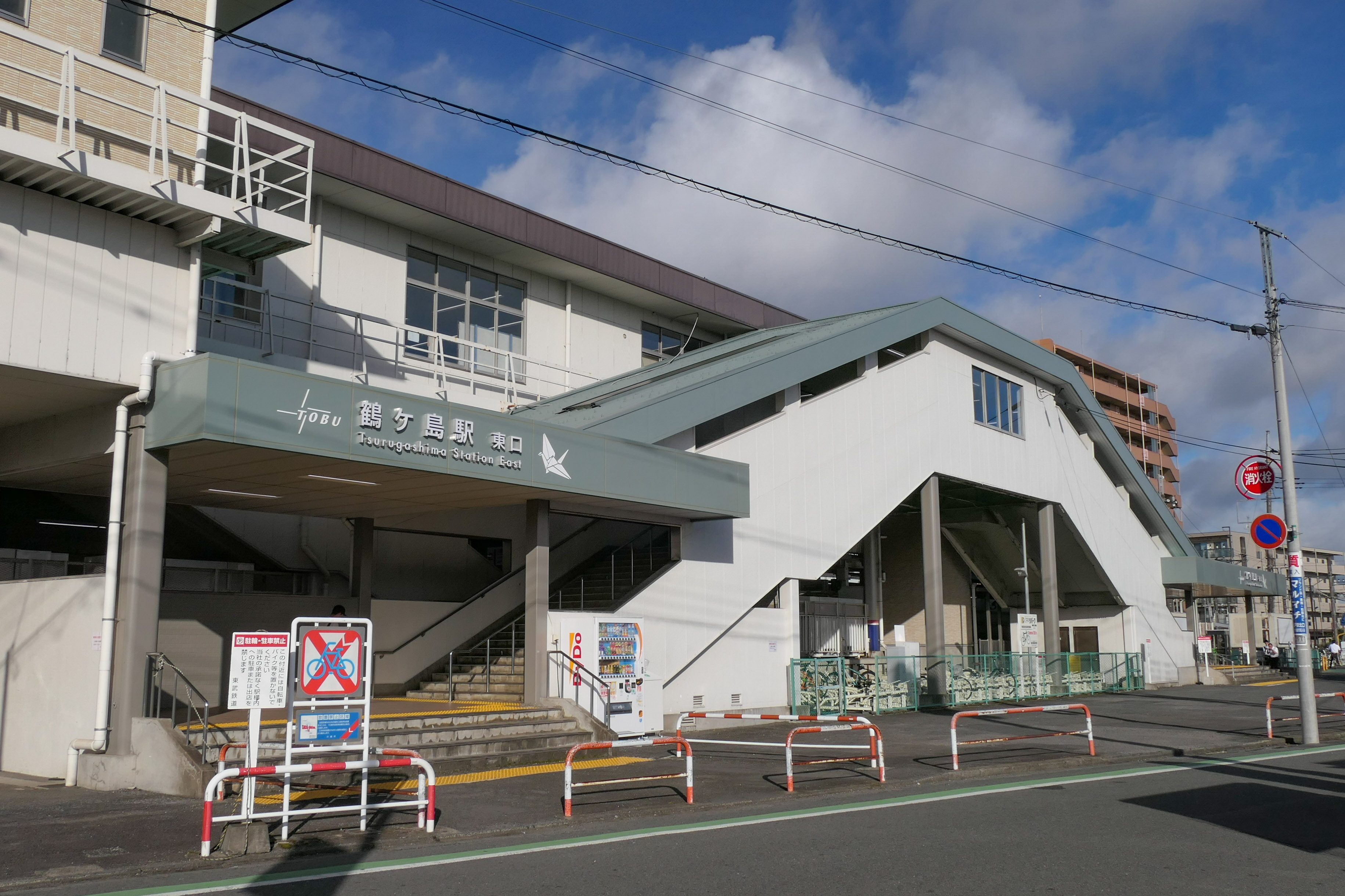
동쪽 출입구
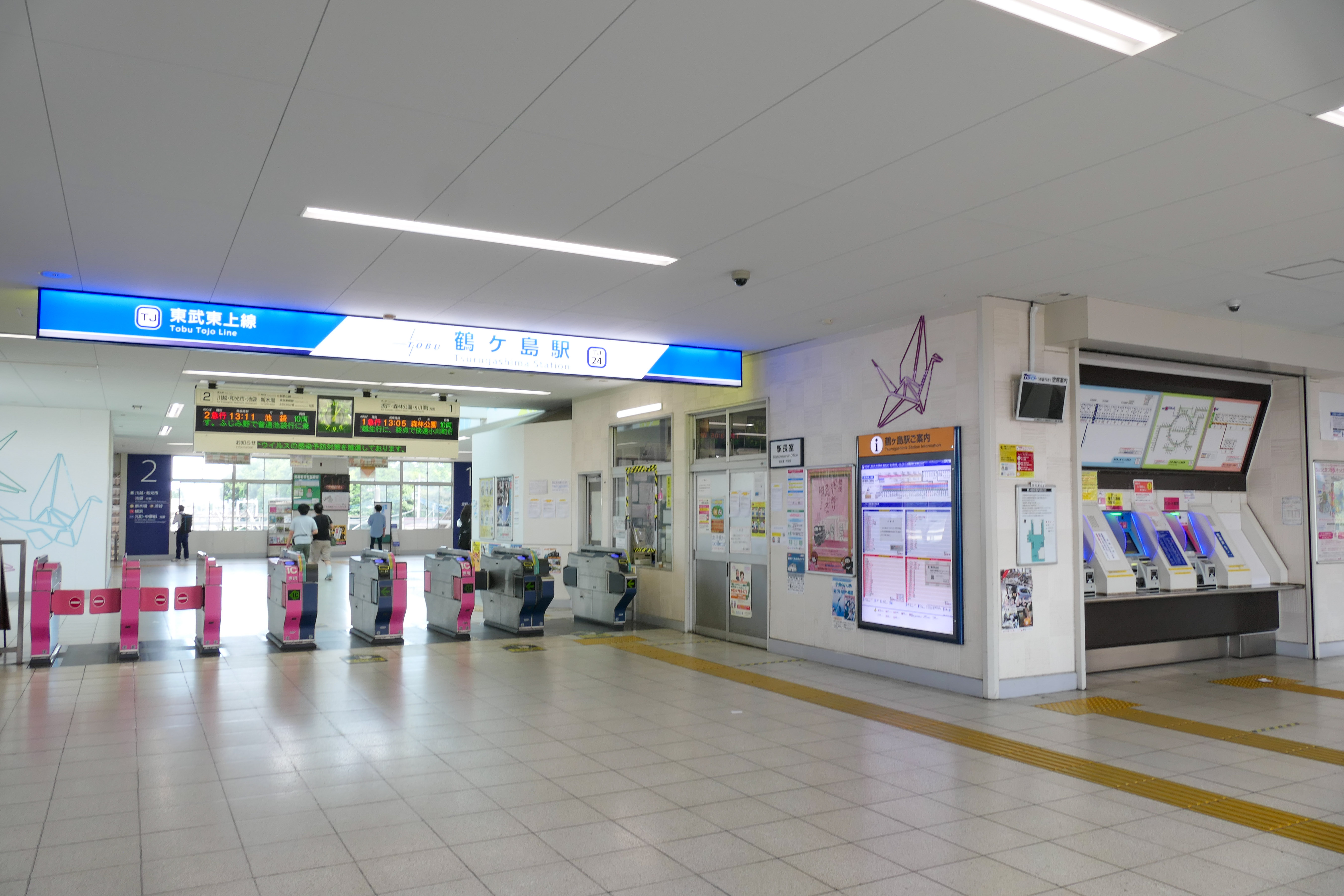
개찰구

## 인접역
| 도부 철도 도조 본선                | 도부 철도 도조 본선  | 도부 철도 도조 본선      |
| ---------------------------------- | -------------------- | ------------------------ |
| TJ 23 가스미가세키 이케부쿠로 방면 | ■ 급행 ■ 준급 □ 보통 | 와카바 TJ 25 요리이 방면 |